# Házem el-Beblávi
Házem el-Beblávi (arab írással حازم الببلاوي, tudományos átiratban Ḥāzim al-Biblāwī) Kairó, 1936. október 17. –), egyiptomi arab közgazdász, pénzügyminiszter, miniszterelnök.

## Tanulmányai
1957-ben jogi licenciátust, 1958-ban politikai gazdaságtani végzettséget, majd 1959-ben jogi diplomát szerzett a kairói egyetemen. Már 1957-ben munkába állt az Államtanács nevű közigazgatási bíróságnál, ahol 1960-ig fogalmazóként (mandúb) dolgozott. 1960–65 között az egyiptomi kormány franciaországi és nagy-britanniai ösztöndíjasaként folytatta tanulmányait: 1961-ben a franciaországi Grenoble egyetemén közgazdász diplomát szerzett, majd 1964-ben gazdaságtudományból doktorált a Párizsi Egyetemen.

## Szakmai pályafutása
1965-ben hazatérve, az alexandriai egyetem jogi karán lett tanár 1982-ig. Közben a Sorbonne-on (1968), a Kairói Amerikai Egyetemen (1972–74) és a Los Angeles-i UCLA-n is tanított (1979). A tanítás mellett egyéb feladatokat is vállalt: 1966–67-ben az egyiptomi Tervezési Minisztérium tanácsadója volt, 1972-ben pedig az el-Ahrám Alapítvány Stratégiai Kutatások Központján belül a gazdasági egységet elnökölte.
1974-től kiküldött szakértőként Kuvaitban dolgozott: 1976-ig első közgazdász volt az Arab Társadalmi és Gazdasági Fejlesztési Alapnál, majd 1980-ig a kuvaiti pénzügyminiszter tanácsadója és a minisztérium Gazdasági Kutatóintézetének igazgatója volt, végül 1980–83 között a Kuvaiti Ipari Bank gazdasági igazgatójaként tevékenykedett. Innen visszatért hazájába, ahol 1983–1995 között az Egyiptomi Exportfejlesztési Bank igazgatótanácsának elnöke és vezérigazgatója volt, emellett 1992-től 1995-ig az Egyiptomi Exportbiztosítási Társaságot is elnökölte. Közben 1989-ben az Egyiptomi Politikai Gazdasági, Statisztikai és Törvényhozási Társaság igazgatótanácsi tagja lett, és tanácsadóként részt vett az 1993-as madridi békekonferencia egyiptomi delegációjában.
1995–2001 között az ENSZ főtitkárának megbízottja és a szervezet Nyugat-ázsiai Gazdasági és Szociális Bizottságának (ESCWA) titkára volt. 2011 óta az Abu-Dzabiban működő Arab Valutaalap tanácsadója.

## A politikában
Beblávi a 2011-es egyiptomi forradalmat követően részt vett a két liberális párt fúziójából kialakult Egyiptomi Szociáldemokrata Párt megalapításában, és a párt titkárságának tagja lett. 2011. július 17-én Iszám Saraf kormányában pénzügyminiszter és miniszterelnök-helyettes lett a még Hoszni Mubárak által kinevezett, majd lemondott Szamír Radván utódaként. Amikor október 1-jén a katonaság több keresztény tüntetőt megölt (ún. Maspero-incidens), október 11-én benyújtotta a lemondását, ám az államfői hatalmat gyakorló Fegyveres Erők Főtanácsa ezt nem fogadta el. Végül Saraf lemondását követően, december 1-jén elvesztette kormányzati funkcióit, és helyettese, Momtáz esz-Szaíd váltotta a pénzügyminiszteri és kormányfő-helyettesi poszton Kamál el-Ganzúri új kormányában.
2013. július 9-én miniszterelnöki megbízást kapott Adli Manszúr ideiglenes köztársasági elnöktől. Nem egészen egy hónappal helyettese, Zijád Bahá ed-Dín lemondását követően, 2014. február 24-én váratlanul lemondott. Utóda a Beblávi-kormány lakhatási minisztere, Ibráhím Mehleb nagyvállalkozó lett.

## Díjai, kitüntetései
- 1964 – a legjobb doktori értekezés díja a Párizsi Egyetemen
- 1983 – a Kuvaiti Alapítvány a Gazdaságtudományi Fejlődésért az Arab Világ Szintjén díja
- 1992 – Becsületrend, lovagi fokozat (Franciaország)
- 1992 – II. Lipót-rend, parancsnoki fokozat (Belgium)
- 2001 – Cédrusrend, főtiszti fokozat (Libanon)

## Művei

### Arab nyelven
- At-taávun al-iktiszádi al-arabi (Az arab gazdasági együttműködés; Ibráhim Sihátával közösen, 1965)
- Durúsz fi n-nazarijja an-nakdijja (Tanulmányok a monetáris elméletről, 1966)
- At-Tanmijja az-ziráijja maa isára hássza ila l-bilád al-arabijja (A mezőgazdasági fejlesztés, külön utalással az arab országokra, 1967)
- Nazarijja at-tidzsára ad-duvalijja (A nemzetközi kereskedelem elmélete, 1968)
- Mudzstama al-isztihlák (A fogyasztás társadalma, 1968)
- An-Nazarijja an-nakdijja (A monetáris elmélet, 1971)
- Al-Mudzstama at-tiknúlúdzsi al-hadísz (A modern technológiai társadalom, 1972)
- Uszúl al-iktiszád asz-szijászi (A politikai gazdaságtan forrásai/alapjai, 1975)
- Fi l-hurrija va l-muszávát (A szabadságról és egyenlőségről, 1985)
- Nazarát fi l-váki al-iktiszádi al-muászir (Betekintések a kortárs gazdasági helyzetbe, 1986)
- Mihnat al-iktiszád va l-iktiszádijjín (A gazdaságtudomány és a közgazdászok megpróbáltatásai, 1989)
- Baad an jahda al-gubár (Miután leülepszik a por, 1990)
- At-tagjír min adzsl al-isztikrár (Változtatás a stabilitás érdekében, 1993)
- Dalíl ar-radzsul al-ádi ila at-taabír al-iktiszádi (Útmutató az átlagember számára a gazdasági megfogalmazáshoz, 1993)
- An ad-dímukrátijja al-líberálijja: kadájá va masákil (A liberális demokráciáról: ügyek és problémák, 1993)
- Dalíl ar-radzsul al-ádi ila táríh al-fikr al-iktiszádi (Útmutató az átlagember számára a gazdasági gondolkodás történetéhez, 1995)
- Daur ad-daula fi l-iktiszád (Az állam szerepe a gazdaságban, 1997)
- Nahnu va l-garb (Mi és a Nyugat, 1999)
- An-Nizám al-iktiszádi ad-duvali al-muászir (A kortárs nemzetközi gazdasági rendszer, 2000)
- Al-Iktiszád al-arabi fi aszr al-aulama (Az arab gazdaság a globalizáció korában, 2004)

### Más nyelveken
- L'interdépendance agriculture–industrie et le développement économique – le cas de l'Égypte (A mezőgazdaság és ipar egymásra utaltsága a gazdasági fejlődésben – Egyiptom esete; 1968)
- The Arab Gulf Economy in a Turbulant Age (A Perzsa-öböl gazdasága egy turbulens korszakban, 1984)
- The Renter State (A bérbe adó állam; Giacomo Lucianival közösen, 1987)